# Edwin de Vries

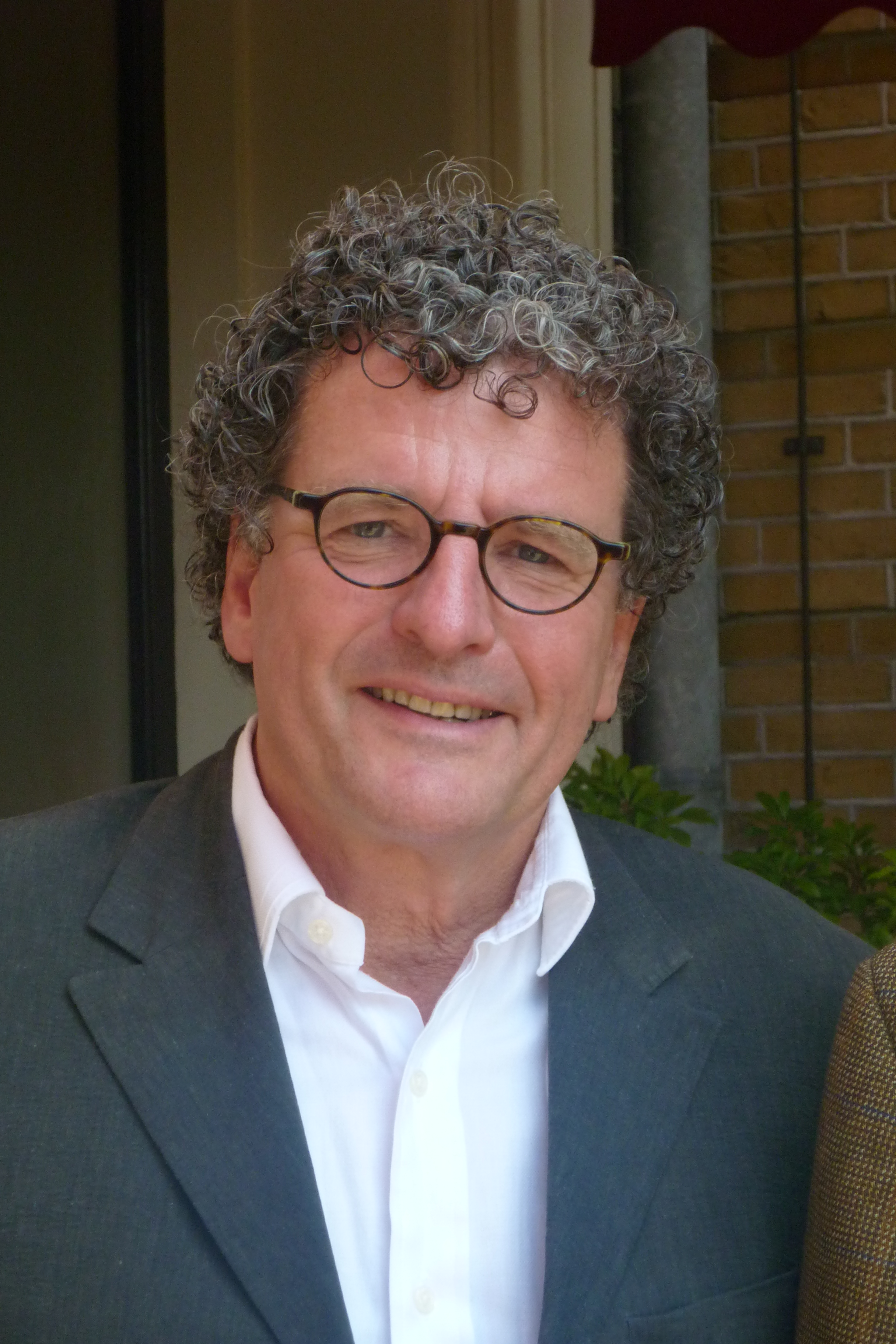
Edwin de Vries

Edwin de Vries (* 14. Januar 1950 in Amsterdam, Niederlande) ist ein niederländischer Schauspieler, Drehbuchautor, Regisseur und Filmproduzent.

## Leben und Werk
Nach seinem Abschluss an der Amsterdamer Theaterakademie arbeitete er ab 1972 als Schauspieler und Regisseur für diverse niederländische Theatergruppen, bevor er sich mit Beginn der 1980er Jahre dem Medium Film zuwandte. Nach kleineren Auftritten und Nebenrollen in Filmproduktionen, erlangte er 1986 die Hauptrolle in Ate de Jongs Im Schatten des Sieges an der Seite seines Freundes und späteren Geschäftspartners Jeroen Krabbé.  Er verfasste gemeinsam mit dem Regisseur auch das Drehbuch zu dem Film.
Nach unzähligen Arbeiten als Autor, Schauspieler und Regisseur gründete er 1998 mit Jeroen Krabbé und Ate de Jong die Produktionsfirma Mulholland Pictures, für deren erste Produktion, Kalmans Geheimnis (1998), er ebenfalls das Szenarium schrieb.
Für den 2001 erschienenen Film Die Entdeckung des Himmels unter der Regie von Jeroen Krabbé nach dem gleichnamigen Roman von Harry Mulisch schrieb Edwin de Vries das Drehbuch. Für diese Arbeit wurde er 2002 mit dem Goldenen Kalb für das beste Drehbuch beim Nederlands Film Festival ausgezeichnet. De Vries besetzt hier auch eine kleine Nebenrolle.

## Filmografie (Auswahl)
Darsteller und, wenn angegeben, auch Drehbuch
- 1984: Der Skorpion (De schorpioen)
- 1986: Im Schatten des Sieges (In de schaduw van de overwinning)
- 1987: Rollentausch (Een maand later)
- 1989: Leas Hochzeit (Leedvermaak)
- 1992–1993: Vera Wesskamp (Fernsehserie, 7 Folgen)
- 1998: Kalmans Geheimnis (Left luggage) (auch Drehbuch)
- 1999: Do not disturb – Zwei Augen zu viel (Do not disturb)
- 2001: Die Entdeckung des Himmels (The Discovery of Heaven) (auch Drehbuch)
- 2003: Rosenstraße
- 2011: Isabelle

Drehbuch
- 2008: Verführerisches Spiel (Zomerhitte)